# Skåre (Suède)
Pour les articles homonymes, voir Skare.
Skåre est une localité de Suède dans la commune de Karlstad située dans le comté de Värmland.
Sa population était de 5 483 habitants en 2019.